# Sverigebilden utomlands
Sverigebilden utomlands handlar om hur andra länder ser på Sverige. 
Sverigebilden runt om i världen är, enligt en undersökning av Nämnden för Sverigefrämjande i utlandet, övervägande positiv, men landet är inte riktigt så känt som många svenskar tror.
Mest känt är Sverige för välfärdssamhället, Ingmar Bergman, Abba, Nobelpriset och stora företag som Volvo och Ikea.

## Politik

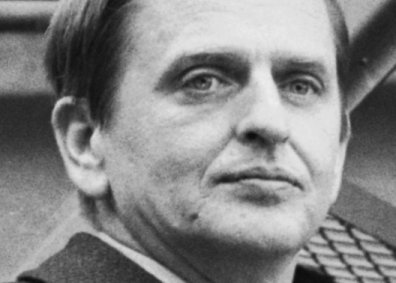
Olof Palme

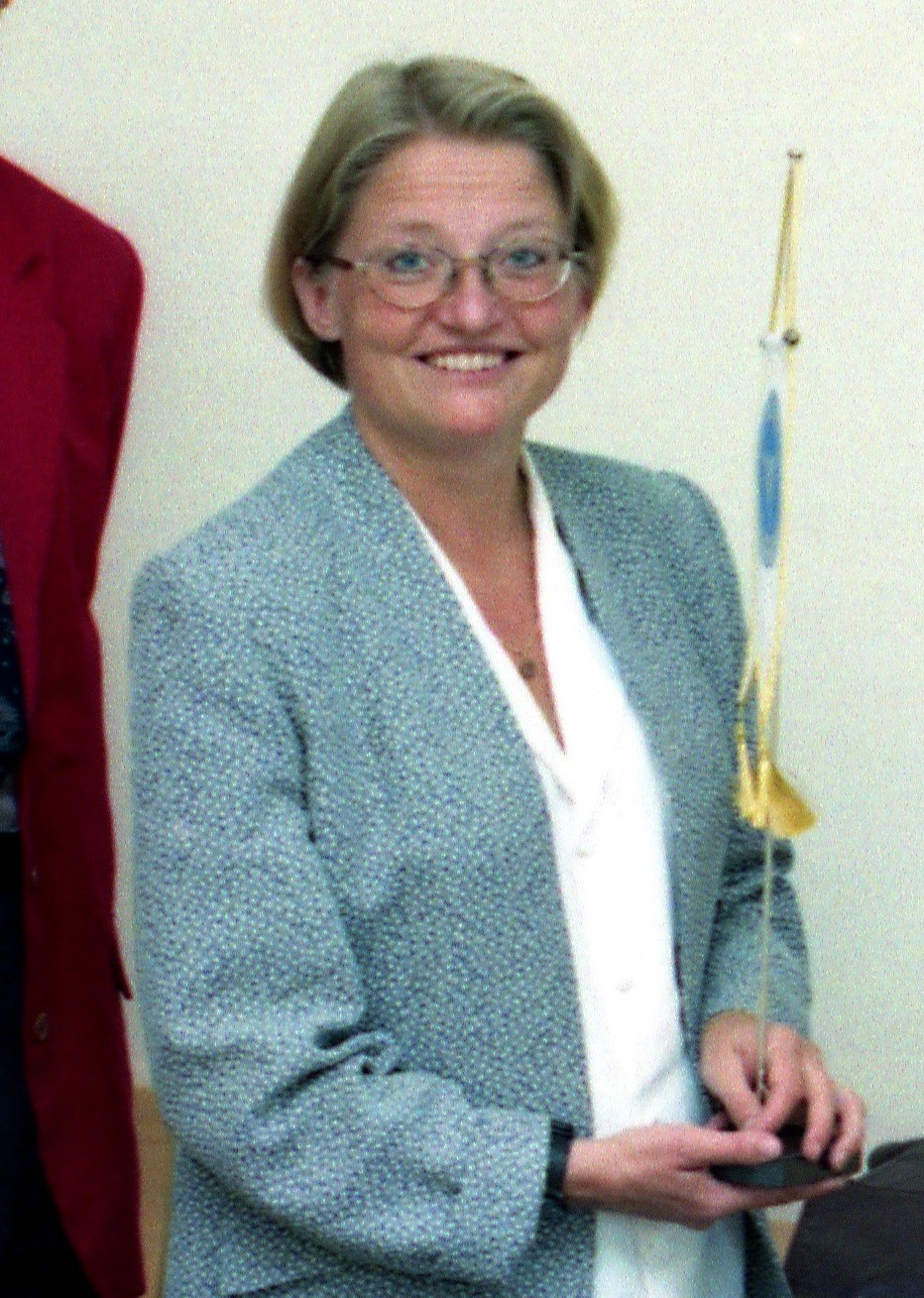
Anna Lindh

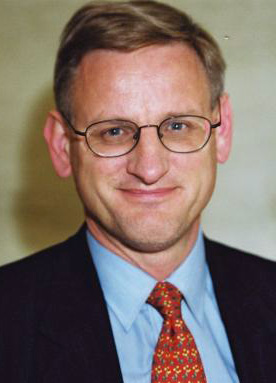
Carl Bildt

Under 1960-talet började Den svenska modellen kritiseras och berömmas. Under Vietnamkriget fick Sverige uppmärksamhet i USA eftersom kriget kritiserades hårt i Sverige och dessutom tog man emot amerikanska desertörer. Det rapporterades även mycket om Olof Palmes gärningar och personlighet.Han valdes till partiordförande 1969 och redan från början så följdes han av stort intresse från utländska medier. Hans kritiserande av Vietnamkriget, medlingen mellan Irak och Iran och valförlusterna 1976 och 1979 fick alla stor uppmärksamhet i utländska medier. Toppen för intresset var när Palme mördades 1986. Då kom tusen utländska journalister till Stockholm.
Den svenska modellen fortsatte att väcka kritik och förundran. I till exempel Frankrike såg man det som något att sträva mot. Andra länder tyckte att den höll på att falla samman bland annat på grund av Stora gruvstrejken 1969–1970.
I och med att de borgerliga vann valet 1976 börjades Sverige beskrivas som ett vanligt land och problem med Den svenska modellen började lyftas fram.
Under slutet av 1980-talet hamnar Sverige i mediaskugga på grund av de händelser i Östeuropa om Berlinmurens fall.
År 1990 var ett turbulent år för Sverige på grund av finanskrisen i Sverige. I och med att Sverige ansökte om medlemskap i EG 1990 menade många att den svenska modellens tid var över. Detta stärkes ytterligare 1991 när Socialdemokraterna förlorar valet och de borgerliga partierna tar makten. Carl Bildt menade att man hade förvisat den svenska modellen till historiens skräphög. År 1992 tilltog de ekonomiska problemen och Sverige förlorade sin unika prägel och blev mer som alla de andra mindre länderna i Europa.
År 2003 kom Sverige i världens blickfång efter mordet på Anna Lindh.
I danska debatter om invandring och kriminalpolitik brukar Sverige användas som ett skräckexempel. I Norge brukar man benämna detta fenomen ”det svenska tillståndet”.

## Diplomati

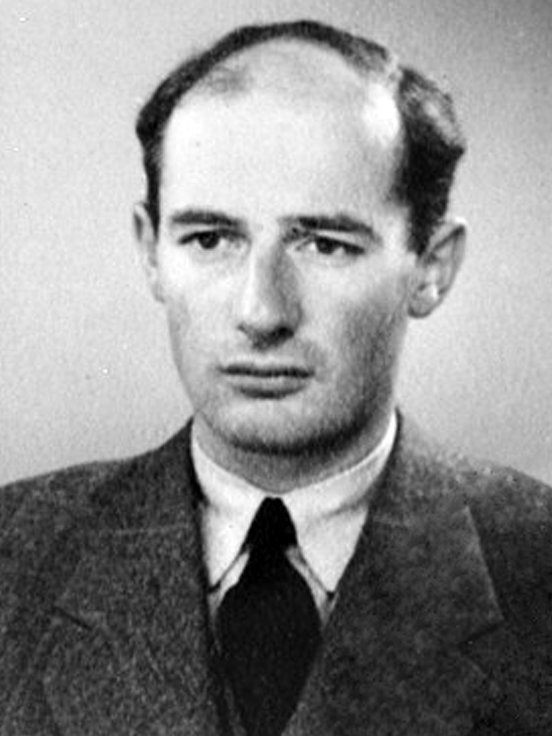
Raoul Wallenberg

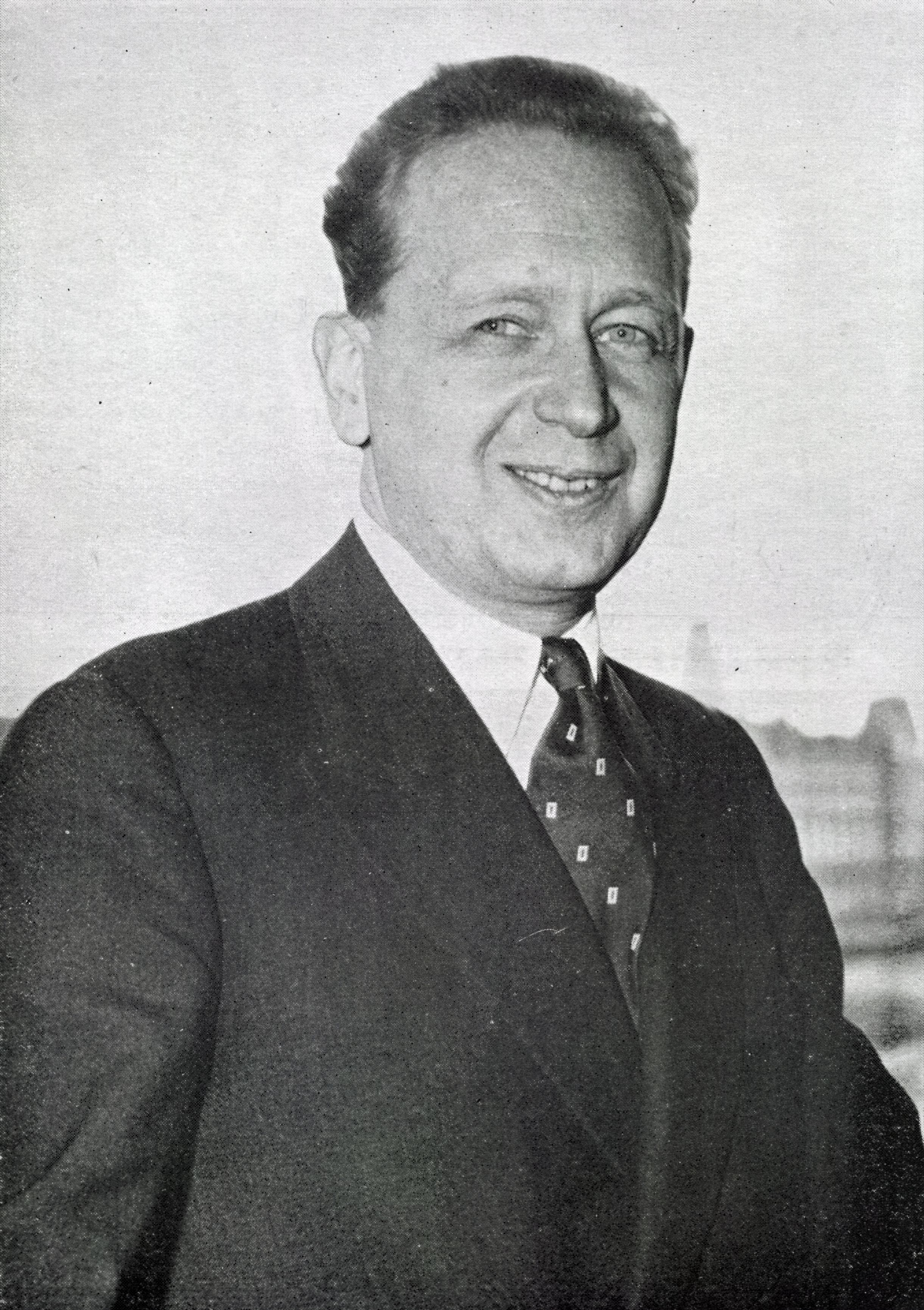
Dag Hammarskjöld

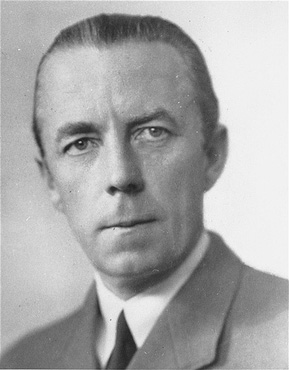
Folke Bernadotte

Under Andra världskriget fanns det två olika bilder av Sverige. Den första var att Sverige var neutralt eftersom de inte vågade välja sida mot Tyskland. I den andra bilden var och är Sverige en fullständig fristad med Raoul Wallenberg, Folke Bernadotte och Dag Hammarskjöld som frontfigurer.
War Refugee Board (Krigsflyktingbyrån) var den amerikanska myndigheten som inrättats av USA:s president Franklin D. Roosevelt för att hos neutrala länder söka hjälp åt judar, bosatta i länder under nazityskt herravälde. War Refugee Board önskade 1944 sända en person från Sverige - som neutralt land - till Ungern för att organisera räddningsaktioner för judar hotade av Förintelsen. Efter att vice ordförande av svenska Röda Korset, Folke Bernadotte gett förslaget blev resultatet att på order av svenska utrikesdepartementet skicka Raoul Wallenberg. Han reste juli 1944 till Ungerns huvudstad Budapest med svenskt diplomatpass som legationssekreterare och humanitär attaché. Här upplevdes han som en stor hjälte och fredsförmedlare. Han förhandlade mycket med SS och ungerska myndigheter för att få hög respekt som svensk. På så sätt kunde Raoul Wallenberg använda sig av svenska skyddspass och skyddade hus för att till slut rädda tusentals judar. Mot slutet av kriget omhändertogs han av rysk militär, därefter finns det ingen vidare information om vad som hände med honom.
Folke Bernadotte bar, som vice ordförande för svenska Röda Korset, ansvaret att bevara liven på krigsfångar i Tyskland under Andra världskriget. Detta lyckades han med tack vare räddningsaktionen med Vita bussarna - där 250 personer och 75 vitmålade bussar, lastbilar och ambulanser bidrog för att transportera fångarna till ett läger där det svenska Röda Korset kunde vårda dessa personer. Folke Bernadotte hade lyckats kämpa för fred så väl att han efter kriget utsågs till FN:s medlare i Brittiska Palestinamandatet. Han var till stor verkan diplomatiskt i konflikten mellan Israel och de kringliggande arabländerna. På grund av sitt engagemang i konflikten blev Folke Bernadotte mördad i Jerusalem.
Dag Hammarskjöld är också en svensk fredsprofil. Han valdes 1953 till FN:s generalsekreterare, och fick igenom en större tyngd hos FN som internationell aktör. Dag Hammarskjöld spelade dessutom stor roll under Kalla kriget och använde sig framgångsrikt av tyst diplomati. År 1961 dog Hammarskjöld vid en flygolycka i Ndola och Zambia.

## Kultur

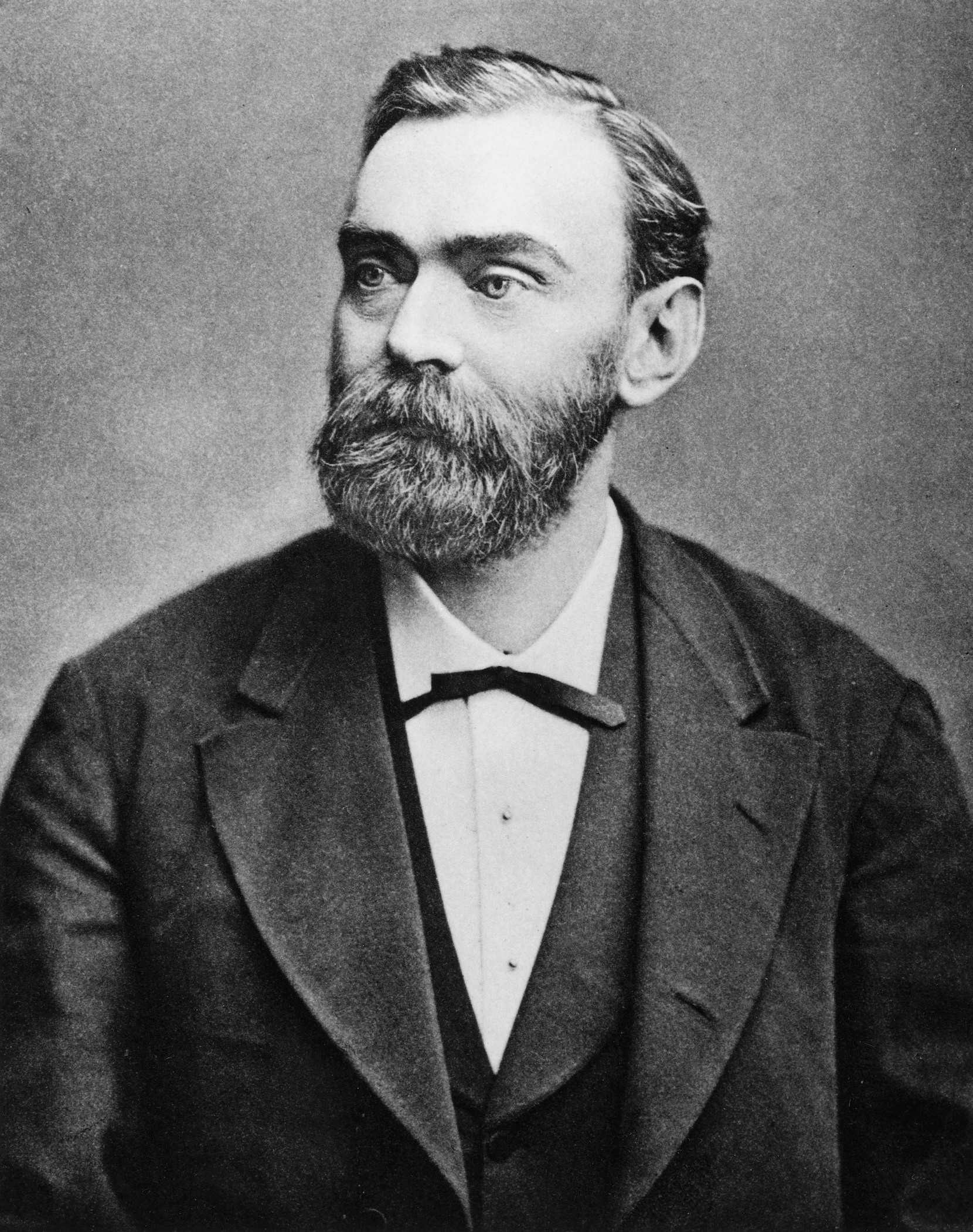
Alfred Nobel

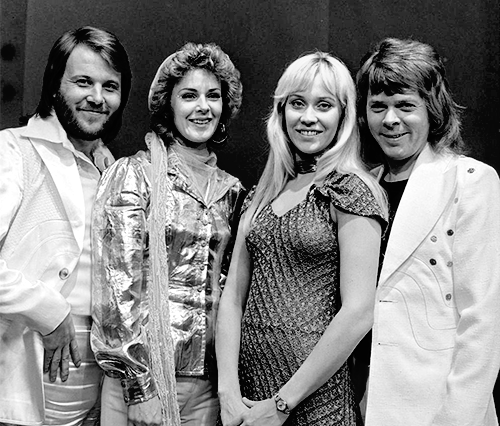
ABBA

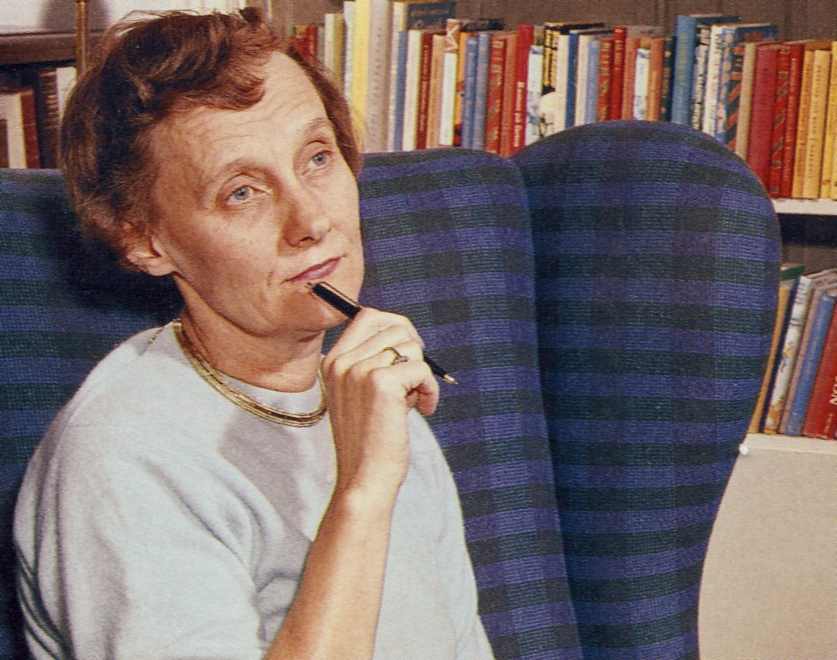
Astrid Lindgren

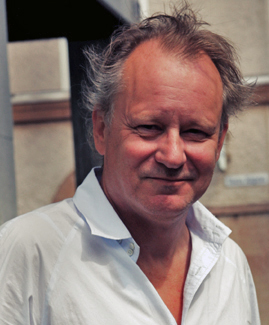
Stellan Skarsgård

Alfred Nobel är en stor profil för Sverige, inte minst för den årliga internationella utmärkelsen Nobelpriset som delas ut i Stockholm. Förutom Fredspriset som delas ut i Oslo, Norge.
ABBA:s framgångar med låten Waterloo i Eurovision Song Contest 1974 blev en stor nyhet ute i världen.
Författaren August Strindberg, regissören Ingmar Bergman och författaren Astrid Lindgren är personer som länge ansetts som svenska kulturella kändisar.
Bland svenska musiker som är internationellt kända idag kan nämnas Robyn som slog igenom med debutalbumet "Robyn Is Here" 1995 och låtar som ”Do You Know (What It Takes)" och ”Show Me Love”. Swedish House Mafia är DJ-gruppen med bland annat låtarna ”Save the World” och ”Don’t You Worry Child”, som båda blev Grammynominerade. Avicii är en DJ som nått framgångar med singlar som världshiten ”Seek Bromance” och ”Levels”, som liksom ”Sunshine” nominerades till en Grammy.
Sverige är också känd för Millennium-serien och dess författare Stieg Larsson, skådespelarna Alexander Skarsgård, hans pappa Stellan Skarsgård och Joel Kinnaman.

## Sport

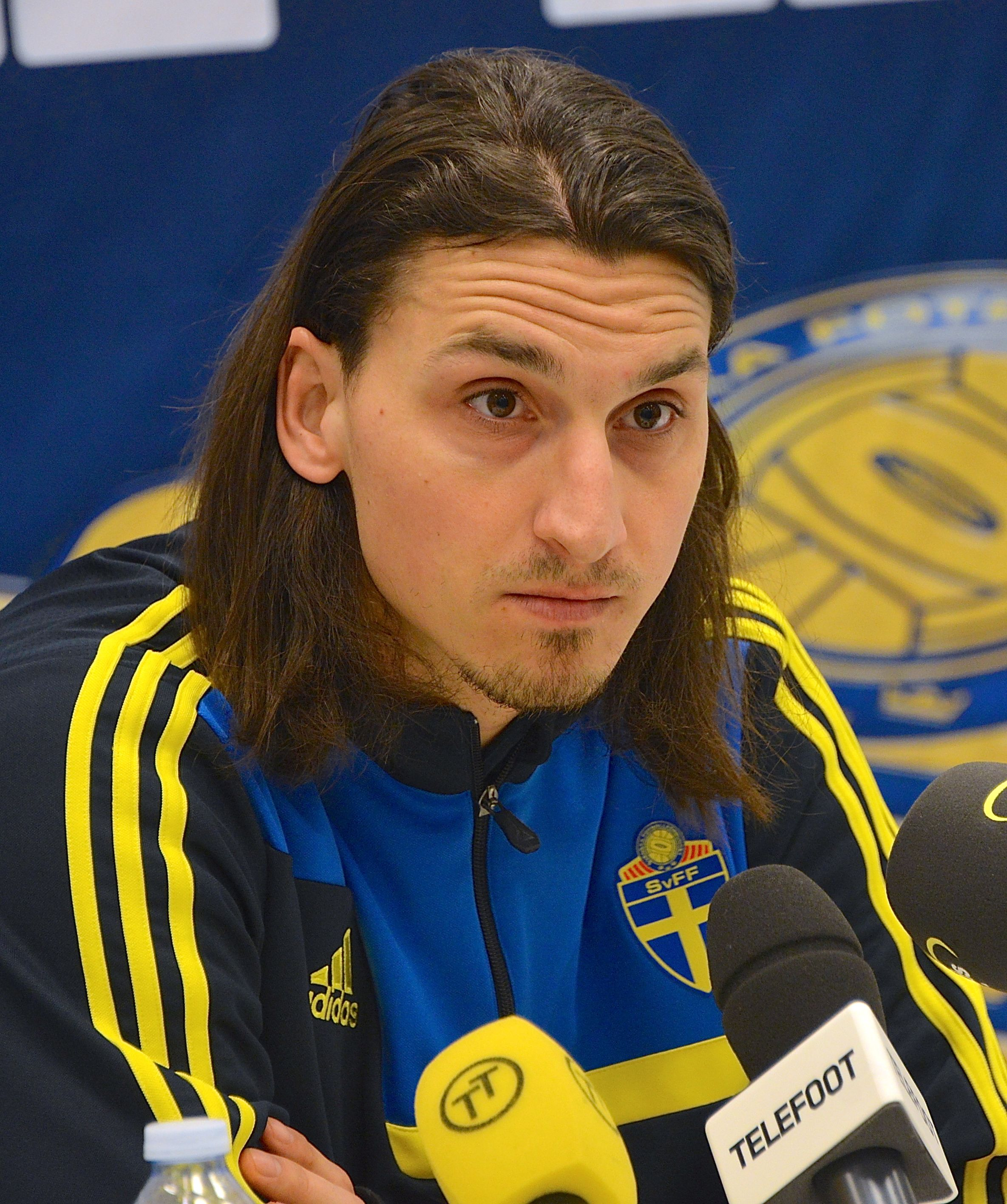
Zlatan Ibrahimović

Mellan 1968 och 1988 rapporterades det mycket om Sveriges sportsliga framgångarna särskilt de kring Björn Borg.
Sverige fick brons i fotbolls-VM. Sverige vann Davis Cup där de vann mot Ryssland i finalen. Sverige höll året efter i Friidrotts-VM som hölls i Göteborg.
Zlatan Ibrahimović har redan i ung ålder väckt uppmärksamhet för sin talang gällande snabbhet, styrka och teknik samt enormt självförtroende. Tolv gånger har han tilldelats Guldbollen som årets främste svenske fotbollsspelare.

## Ekonomi

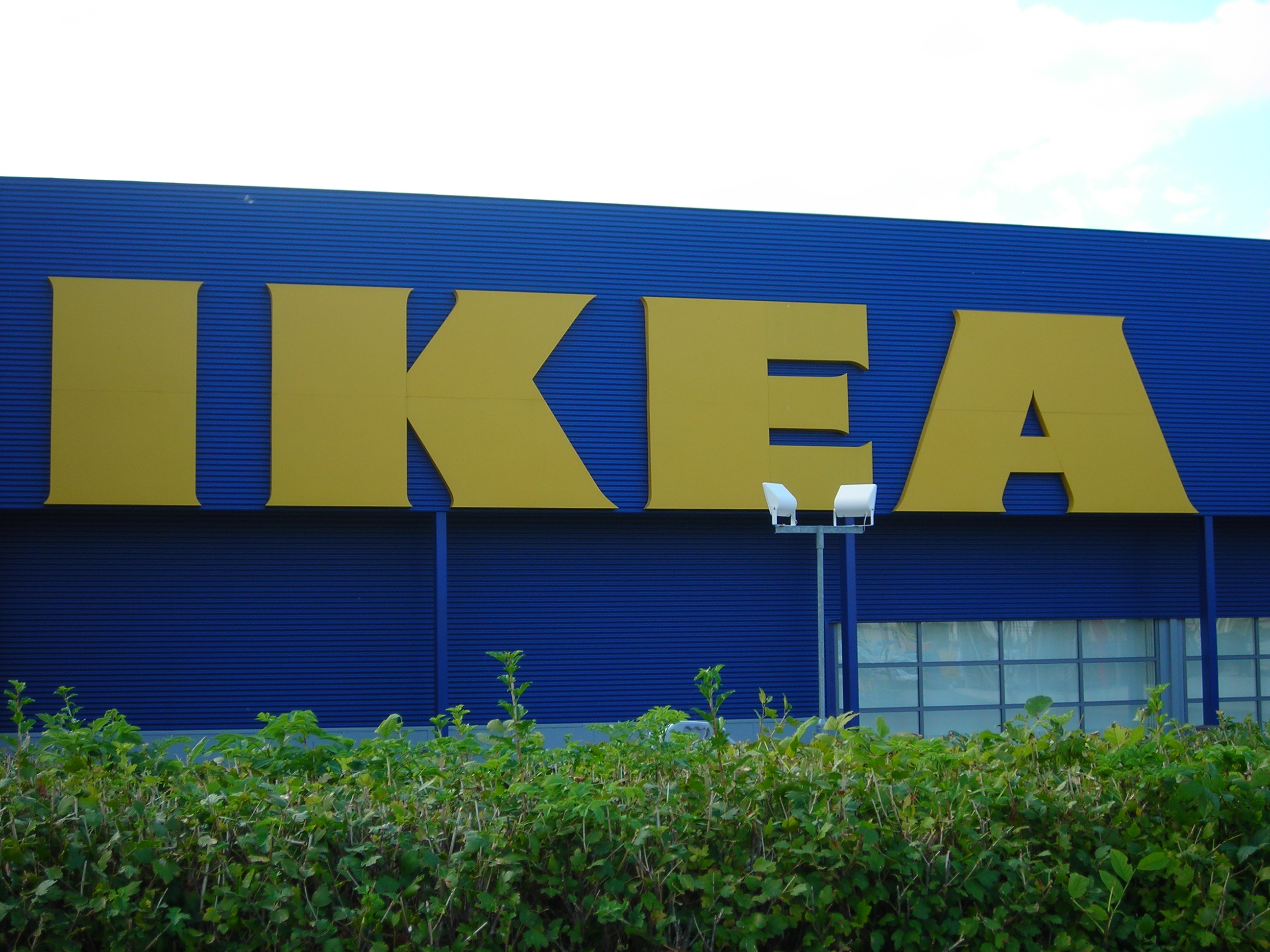
IKEA

Efter kriget hade Sverige ett materiellt övertag jämfört med det länder som hade krigat och fått enorma materiella förluster. Nu ansågs Sverige som ett fredligt land eftersom de har haft fred i över 150 år.
År 2000 blev ett år då Sverigebilden stärktes betydligt tack vare många positiva rubriker i utländska tidningar om exempelvis framgångarna för IKEA och Ericsson. Andra kända företag är bland andra H&M, Volvo, Scania, SAAB och IKEA.

## Socialt
År 1936 släpptes boken Sweden: the Middle Way som fick stort genomslag i USA och stärkte den svenska självbilden.
Sverige började senare framställas som ett sexuellt frigjort folk, tack vare filmer som Hon dansade en sommar och Sommaren med Monika. Även RFSU hjälpte till att sprida den bilden. Det var även nu som myten om att Sverige hade den högsta självmordsfrekvensen började florera runt om i världen. Detta hade sagts av USA:s president Dwight D. Eisenhower.
År 1994 skrev utländsk press mycket om Sverige i relation till Estoniakatastrofen.
Sverige beskrivs tillsammans med Kanada, Australien, Danmark, Costa Rica, Nederländerna och Schweiz som ett av världens mest liberala länder - ibland också på toppen av listan av liberala länder.
Svenskar betraktas generellt ha en naturlig skönhet, och en väldigt ödmjuk stolthet. Därav ses svenskar ibland som aningen asociala och introverta jämfört med andra länders invånare.

## Sverigebilden idag i olika länder
| Land           | Kändhetsfaktor (1-5) | Omdöme om Sverige (1-5) | Kända personer                                                                         | Kända företag                                                                        | Associationer om Sverige                                                           | Svenskar                                                                                    |   |
| -------------- | -------------------- | ----------------------- | -------------------------------------------------------------------------------------- | ------------------------------------------------------------------------------------ | ---------------------------------------------------------------------------------- | ------------------------------------------------------------------------------------------- | - |
| Brasilien      | 4                    | 4-5                     | Ingmar Bergman, Ingrid Bergman Heliga Birgitta Drottning Silvia Alfred Nobel           | Volvo Ericsson Scania Electrolux Sandvik                                             | fotbolls-VM 1958, lastbilar, glest befolkat, kallt land med hög självmordsfrekvens | Svenska uppfattas artigt tillbakadragna och välutbildade med hög arbetsmoral                |   |
| Danmark        | 5                    | 4                       | Många                                                                                  | IKEA, Ericsson, H&M, Volvo, SAAB                                                     | Ses som ett "förbudsland"                                                          | Hjälpsamma artiga och öppna för andra kulturer                                              |   |
| Finland        | 5                    | 4-5                     | Många                                                                                  | Nordea Telia Sonera Volvo IKEA Ericsson H&M                                          | -                                                                                  | Liknar dem själva men vekare och sämre på att fatta beslut                                  |   |
| Frankrike      | 3                    | 4                       | Ingmar Bergman August Strindberg                                                       | IKEA Ericsson Volvo SAAB H&M                                                         | Välfärdsstat, teknik, natur och rikt land                                          | Seriösa, pålitliga, kompetenta, okomplicerade, miljömedvetna. Något kyliga utan spontanitet |   |
| Indien         | 1-2                  | 4-5                     | ?                                                                                      | Ingmar Bergman Alfred Nobel Björn Borg Olof Palme                                    | Sony Ericsson Volvo Electrolux Tetra Pack Oriflame                                 | Alliansfriheten och solidaritet med tredje världen                                          | - |
| Irland         | 4-5                  | 4                       | Ingmar Bergman Henrik Larsson Annika Sörenstam Sven-Göran Eriksson Henning Mankell     | Volvo Ericsson IKEA SAAB ABBA                                                        | En väl fungerande välfärdsstat, ABBA Vikingar                                      | Välorganiserade och effektiva                                                               |   |
| Italien        | 4                    | 4-5                     | 4                                                                                      | Ingmar Bergman Anita Ekberg Alfred Nobel Olof Palme Nils Liedholm Zlatan Ibrahimovic | IKEA Volvo SAAB Ericsson Tetra Pack                                                | -                                                                                           | - |
| Japan          | Blandat              | Blandat                 | Astrid Lindgren Ingmar Bergman ABBA The Cardigans Alfred Nobel                         | Volvo Abu Garcia Hasselblad IKEA                                                     | Välfärd, miljö, design                                                             | -                                                                                           |   |
| Kanada         | 4                    | 4                       | Ingmar Bergman ABBA Hans Blix Börje Salming                                            | Volvo SAAB IKEA Husqvarna                                                            | -                                                                                  | -                                                                                           |   |
| Kina           | 1                    | 4-5                     | Jan-Ove Waldner Alfred Nobel ABBA                                                      | Volvo IKEA Ericsson ABB SAS                                                          | Välfärdssystemet, höga skatter, miljöskyddet                                       | Välorganiserade och "fredsälskare"                                                          |   |
| Lettland       | 5                    | 5                       | Alfred Nobel Ingmar Bergman Laila Freivalds                                            | IKEA Electrolux Volvo Tele2                                                          | Nobelpriset, kungen, välfärd, natur och skärgård                                   | -                                                                                           |   |
| Nederländerna  | 5                    | 4                       | Astrid Lindgren August Strindberg Alfred Nobel Ingmar Bergman                          | IKEA Volvo SAAB Ericsson H&M                                                         | Naturen, välfärdssamhället och bilar                                               | Sakliga men lite tråkiga. Mer kollektivistiska än nederländarna                             |   |
| Norge          | 5                    | 5                       | Många                                                                                  | IKEA Volvo H&M SAAB Absolut Vodka                                                    | En god granne                                                                      | -                                                                                           |   |
| Polen          | 5                    | 5                       | Sigismund III Olof Palme Alfred Nobel Ingmar Bergman Astrid Lindgren                   | IKEA Volvo Skanska Scania Vin&Sprit                                                  | Social trygghet, kvalitet, rikedom, dyrt, jämställdhet natur och sex               | Humanister, stela, ärliga, ordentliga, jämställda,                                          |   |
| Ryssland       | 4                    | 5                       | Alfred Nobel ABBA Roxette Olof Palme Astrid Lindgren Greta Garbo Björn Borg Gunde Svan | Volvo IKEA Electrolux Ericsson Absolut Vodka                                         | Den sociala modellen, ishockey, fri sex och varor av hög kvaliet                   | Lugna, Punktliga, noggranna, arbetsvilliga, lite överdrivet laglydiga och småtråkiga        |   |
| Schweiz        | 5                    | 5                       | Drottning Silvia Björn Borg Olof Palme Anita Ekberg                                    | IKEA Volvo ABBA                                                                      | IKEA ABBA Volvo neutralitet, öppenhet och ett stort land                           | Liberala, jämställda, innovativa och deprimerade                                            |   |
| Spanien        | 3                    | 3                       | -                                                                                      | IKEA Volvo H&M                                                                       | Välfärdsmodellen, jämställdhet, kyla och svenska turister                          | Välutbildade och distanserande                                                              |   |
| Storbritannien | 3                    | 4                       | Sven-Göran Eriksson ABBA Björn Borg Ulrika Jonsson                                     | IKEA Volvo SAAB Absolut Vodka H&M                                                    | IKEA, Volvo, Sven-Göran Eriksson, ABBA, köttbullar                                 | pålitliga, punktliga, lite tråkiga naturälskande, ärliga, diplomatiska, blyga               |   |
| Tjeckien       | 5                    | 5                       | Ingmar Bergman Astrid Lindgren Alfred Nobel Olof Palme                                 | IKEA Electrolux Skanska Ericsson Volvo SAAB Saab 39 Gripen                           | Välfärdsstat                                                                       | -                                                                                           |   |
| Tyskland       | ?                    | 4-5                     | Gustav II Adolf August Strindberg Selma Lagerlöf Hans Blix Henning Mankell             | IKEA Volvo SAAB H&M Ericsson                                                         | Natur, vackra landskap, gott om utrymme och ren miljö                              | Vänliga, hyggliga, naiva                                                                    |   |
| Ungern         | 4                    | 5                       | Raul Wallenberg Ingmar Bergman Olof Palme Björn Borg                                   | IKEA Electrolux Volvo SAAB Ericsson Gripen                                           | Välfärdsstat                                                                       | Kyliga, distanserade och dricker ofta för mycket alkohol                                    |   |
| USA            | Blandat              | Blandat                 | Raul Wallenberg Olof Palme ABBA Ingmar Bergman Ingrid Bergman                          | IKEA Absolut Vodka Volvo SAAB H&M                                                    | Snö och kyla, Volvo, SAAB, god miljö, Nobelpriset                                  | Hederliga, strävsamma, självmordsbenägna, dystra, lösaktiga, reserverade och socialister    |   |
| Österrike      | 5                    | 5                       | Astrid Lindgren Kungafamiljen Henning Mankell Alfred Nobel                             | IKEA H&M Volvo Ericsson Husqvarna                                                    | Älgar, skog Astrid Lindgren, Henning Mankell, IKEA, Jämlikhet                      | -                                                                                           |   |